# Леммле, Карл (младший)
Карл Леммле-младший (англ. Carl Laemmle Jr.; 28 апреля 1908 — 24 сентября 1979) — американский предприниматель, продюсер, сын режиссёра и основателя киностудии Universal Studios Карла Леммле, который передал ему руководство над ней в 1928 году. Леммле-младший стремился переориентировать кинопроизводство на создание более дорогостоящих и престижных картин, что в условиях Великой депрессии привело к ряду финансовых провалов, повлекших проблемы с финансированием. В 1936 году под давлением кредиторов и в результате нехватки оборотных средств Леммле утратили контроль над студией. Несмотря на неудовлетворительные финансовые результаты работы, Леммле-младший признаётся инициатором создания ряда фильмов ужасов, оказавших влияние на развитие этого жанра кино, впоследствии приобретших культовый статус и известных как «Классическая серия фильмов ужасов студии „Universal“».

## Биография
Родился 28 апреля 1908 года в Чикаго в семье еврейского происхождения. Его отец Карл Леммле был основателем и руководителем одной из старейших американских киностудий Universal. Его мать Речи Стерн Леммл, умерла в 1919 году от последствий эпидемии гриппа, когда ему было одиннадцать лет.
Стал работать в кинокомпании начиная с 17 лет, а в 1928 году в качестве подарка к дню его совершеннолетия отец передал контроль над студией, когда ему исполнился 21 год. Отец гордился своим сыном и в одном из интервью отмечая его ум и трудолюбие охарактеризовал его следующим образом: «Я никогда не видел, чтобы кто-то столь же целенаправленно стремился выполнить работу не просто хорошо, а лучше всех».
Леммле-младший возглавлял компанию с 1928 по 1936 год. В условиях Великой депрессии он не сумел приспособиться к изменившимся условиям рынка, стараясь перевести продукцию студии в более престижный сегмент, чем это было до него, что не увенчалось успехом. Так, он запустил в производство целый ряд дорогостоящих фильмов, которые не принесли успеха. Курировал создание таких фильмов, как «На западном фронте без перемен», «Дракула», «Мост Ватерлоо», «Франкенштейн», «Мумия», «Старый тёмный дом», «Человек-невидимка», «Имитация жизни» и «Невеста Франкенштейна». До него студия ориентировалась на производство программ состоящих из нескольких низкобюджетных фильмов, но новый глава студии стремился к созданию более престижных и амбициозных картин, но такая его политика встречала сопротивление отдела продаж кинокомпании. Вдохновлённый успехом «Призрака Оперы» (1925), он запустил в производство серию классических «ужастиков», которые оказали значительное влияние на развитие жанрового кинематографа и многие из них впоследствии приобрели культовый статус. Так, с 1931 по 1935 годы, студия, которую иронически стали называть «Дом ужасов», под его руководством выпускает восемь фильмов ужасов, которые стали хрестоматийными и оказавшими влияние на дальнейшее развитие жанра. К таким знаковым фильмам для становления жанра хоррора относят: «Дракула» (1931), «Франкенштейн» (1931), «Мумия» (1932), «Убийство на улице Морг» (1932), «Человек-невидимка» (1933), «Чёрный кот» (1934), «Ворон» (1935) и «Невеста Франкенштейна» (1935). Этот период времени и последующие годы в ходе которых на студии были продолжены традиции создания фильмов ужасов получил название «Классическая серия фильмов ужасов студии „Universal“». В результате появилась целая серия культовых фильмов ужасов и их персонажей, которых часто называют «Монстры Universal». К их числу относят следующих героев: Дракула, чудовище Франкенштейна, Мумия, Человек-невидимка, несколько позже Человек-Волк и значительно позже — Тварь из Чёрной Лагуны. Яркие образы монстров на киноэкране создали Бела Лугоши и Борис Карлофф. В литературе отмечается, что первым кто принял решение создавать подобного рода фильмы отмеченные влиянием немецкого кинематографа и экспрессионизма был именно Карл Леммле- младший, который сумел убедить своего отца обратиться к созданию подобного рода фильмов. Киновед Дмитрий Комм, отмечая, что в принципе терять им было особенно нечего, так как их студия являлась самой бедной из всех студий классического Голливуда и постоянно находилась на грани банкротства писал: «Но у Леммле, являвшегося немецким евреем, сохранялись хорошие связи с Германией и интерес к немецкому экспрессионизму, а, следовательно, понимание того, как нужно правильно делать фильмы о призраках и монстрах».

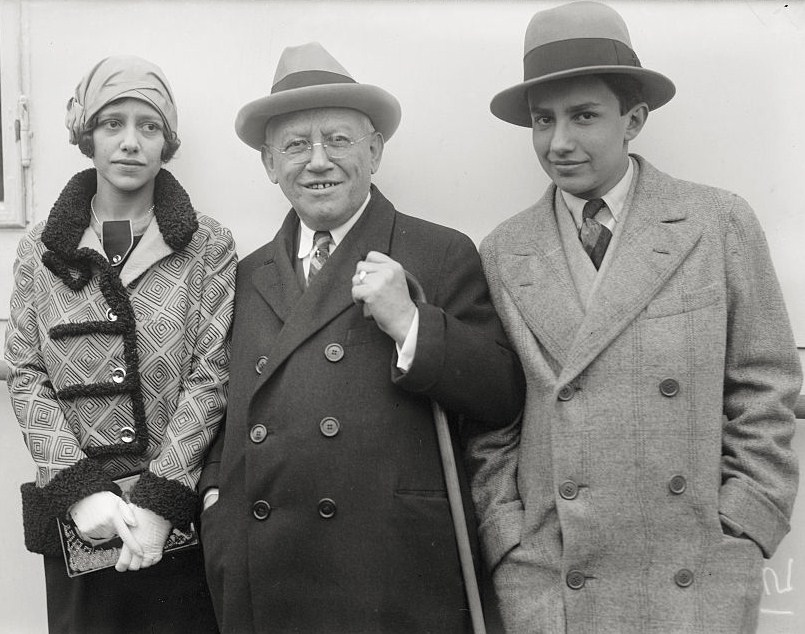
Карл Леммле-старший с сыном и дочерью Розабель

Однако несмотря на успех ряда фильмов Леммле основную ставку сделал на дорогостоящие постановки, которые себя не окупали, что привело к финансовому краху компании. Он предлагал урезать расходы и количество производимых фильмов, а освободившиеся средства тратить на дорогостоящие проекты. Кроме того, отец и сын Леммле предпочитали вкладывать в киностудию собственные, а не заёмные средства и рассматривали компанию как своего рода семейный бизнес. К концу 1935 года у кинолент студии стало так много провалов, что британский финансист Джон Чивер Каудин предложил Леммле выкупить её. Большой успех, прибыль и хорошие отзывы принесла картина «Плавучий театр» (1936 год), снятая на основе известного мюзикла. Однако к моменту её выхода на экран отец и сын Леммле уже договорились о продаже своей доли в компании всего лишь за $5 млн. Весной 1936 года новым председателем правления стал Чивер Каудин, президентом — давний партнёр Леммле Роберт Кочрейн, а продюсер Чарлз Роджерс — вице-президентом. Таким образом в руководстве компании не осталось людей из семьи основателя компании и он не остался даже членом правления. Леммле-младший проработал ещё несколько месяцев, но осенью уволился и некоторое время работал в качестве независимого продюсера.
Карл Лэммле-младший умер от инсульта 24 сентября 1979 года, ровно через сорок лет после кончины своего отца. Он был похоронен в мавзолее кладбища Хом-Пис. Последние годы жизни Лэммле прожил в доме на Беверли-Хиллз, так и не сняв после ухода из кинокомпании ни одного фильма. Деятельность Леммле‑младшего по руководству киностудией Universal зачастую подаётся как дилетантская, однако существуют и более взвешенные оценки. Так, автор документального фильма «Карл Леммле» Джеймс Фридман отмечал, что Леммле‑младший был первым в истории голливудской системы сыном киномагната, который с появлением звукового кинематографа сумел уговорить отца создать озвученную ленту о чудовище. Жан Ренуар, хорошо знавший его лично, писал по поводу ухода Леммле из кинематографа, что он по своей воле оставил одну из ведущих компаний мира, так как ошибочно считал, что не был настоящим «хозяином», а также был «чистым человеком»: «Отказался он от своего могущества отнюдь не по глупости. Нужно обладать высшей мудростью, чтобы суметь вовремя отречься от накапливания благ земных».